# طب تقليدي

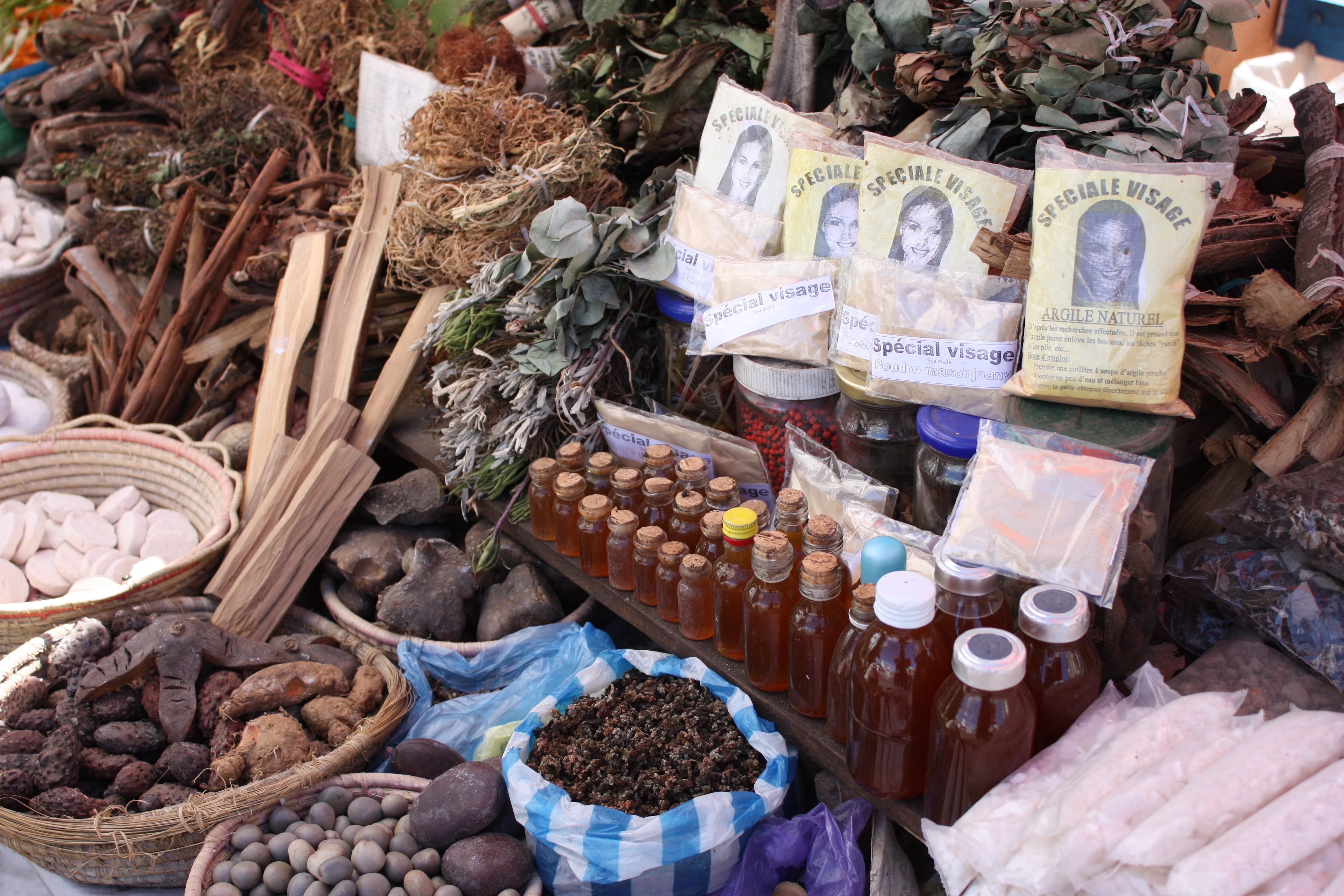
الطب التقليدي في أحد الأسواق في العاصمة أنتاناناريفو، مدغشقر

الطب التقليدي (يُعرف أيضًا باسم الطب الأهلي أو الطب الشعبي) يتضمن الأنظمة المعرفية التي تطورت عبر الأجيال في المجتمعات المختلفة قبل عصرالطب الحديث.

## التعريف
تعرّف منظمة الصحة العالمية (WHO) الطب التقليدي على أنه:
"مجموعة الممارسات والمناهج والمعارف والمعتقدات الطبية التي تتضمن استخدام الأدوية والأساليب العلاجية الروحانية والتقنيات اليدوية والتمارين القائمة على النباتات والحيوانات والمعادن، والتي تُطبق بصورة فردية أو جماعية للمداواة والتشخيص والوقاية من الأمراض أو الحفاظ على الصحة."
وفي بعض الدول الآسيوية والإفريقية، يعتمد ما يصل إلى 80% من السكان على الطب التقليدي في تلبية احتياجات الرعاية الصحية الأولية الخاصة بهم. وعند تبنيه خارج ثقافته التقليدية، كثيرًا ما يسمى الطب التقليدي الطب البديل والتكميلي.
ومع ذلك، تشير منظمة الصحة العالمية أيضًا إلى أن «الاستخدام غير الملائم للطب التقليدي أو الممارسات التقليدية يمكن أن يكون له آثار ضارة أو سلبية» وأنه «لا بد من إجراء المزيد من الأبحاث للتثبت من فاعلية وسلامة» العديد من الممارسات والنباتات الطبية المستخدمة في أساليب الطب التقليدي. وتتضمن المجالات الرئيسية التي تدرس الطب التقليدي طب الأعشاب والطب السلالي وعلم النبات العرقي وعلم الإنسان الطبي.
قد يتضمن الطب التقليدي جوانب ذات طابع رسمي من الطب الشعبي، مثلاً علاجات قديمة توارثها أشخاص عاميون ومارسوها. وتشمل الممارسات المعروفة باسم العلاجات التقليدية الأيورفيدا وطب سيدا والطب اليوناني والطب الإيراني القديم والطب الإيراني والطب الإسلامي والطب الفيتنامي التقليدي والطب الصيني التقليدي والطب الكوري التقليدي والوخز بالإبر وطب موتي (طب إفريقيا الجنوبية التقليدي) وإيفا والطب التقليدي الإفريقي، وأشكال عديدة أخرى من ممارسات العلاج.[بحاجة لمصدر]

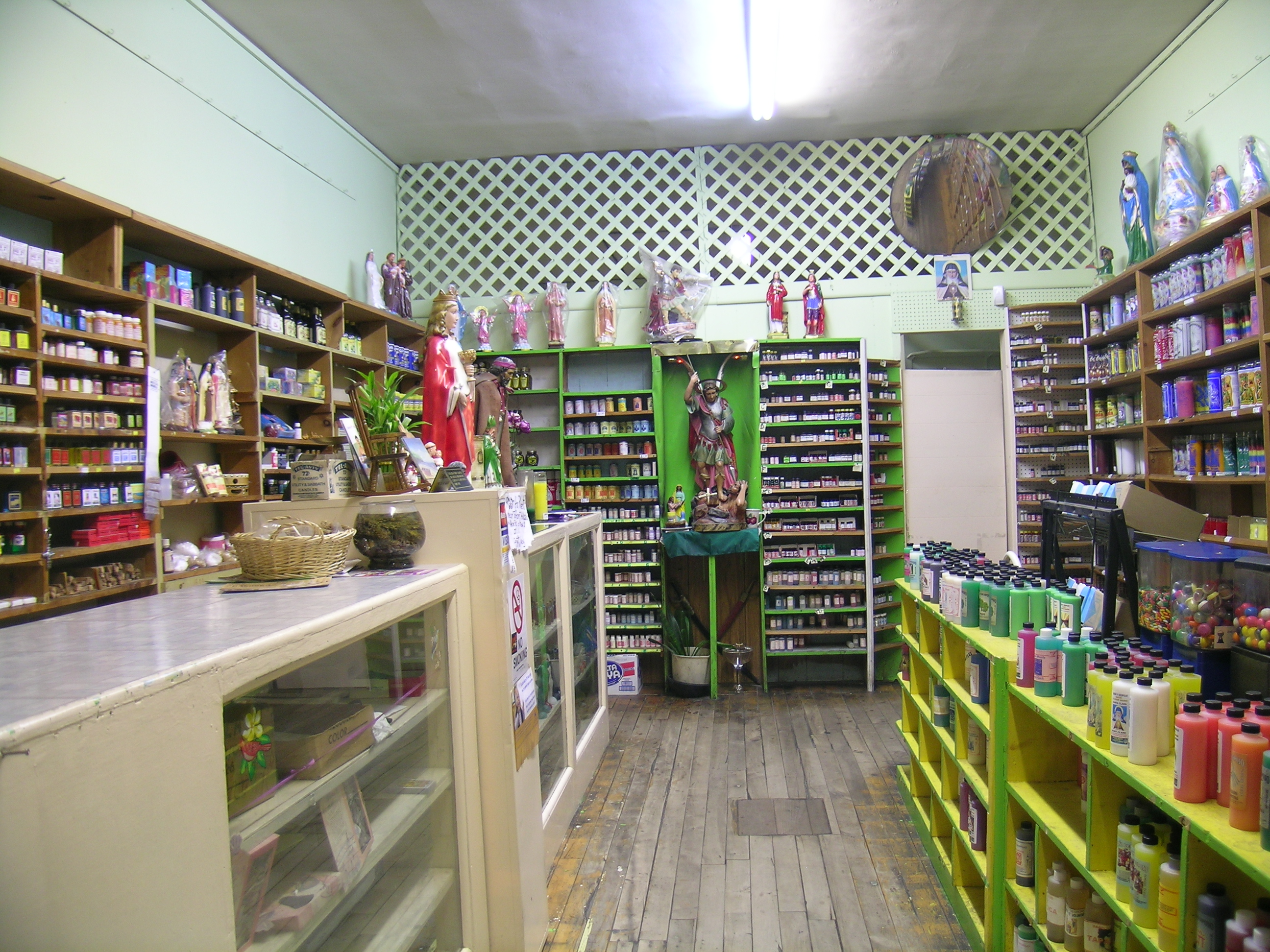
متاجر بيع النباتات مثل هذا المتجر في منطقة جاميكا بلاين، ولاية ماساتشوستس تزود المجتمع اللاتيني بالطعام وتبيع وصفات الطب الشعبي إلى جانب تماثيل القديسين وشموع مزينة بـ صلوات وخيزران الحظ وسلع أخرى.

## التاريخ الكلاسيكي
يعود تاريخ دراسة الأعشاب في السجلات المكتوبة إلى ما قبل 5000 عام إلى السومريين القدماء الذين وصفوا استخدامات طبية ناجحة للنباتات. بالإضافة إلى أنه معروف عن الطب المصري القديم الذي يعود إلى عام 1000 قبل الميلاد استخدامه لأنواع متعددة من الأعشاب في الطب. ويذكر العهد القديم أيضًا استخدام الأعشاب والزراعة فيما يتعلق بـ الكشروت. *انظر أيضًا علم الوراثة الطبية عند يهود الأشكناز: علم الوراثة الطبية عند اليهود.[بحاجة لمصدر]
وصف المعالجون بالأعشاب من قدماء الهنود العديد من الأعشاب والمعادن المستخدمة في الأيورفيدا، منهم تشاركا خلال الألفية الأولى قبل الميلاد.[بحاجة لمصدر]
نشأ الطب الأهلي العربي من التعارض بين طب البدو القائم على السحر والترجمات العربية للتقاليد الطبية الهيلينية والإيورفيدية. [بحاجة لمصدر]

## كتب الطب التقليدي
- كتاب عن الأعشاب الصينية هو كتاب شينونغ بينكاو جينغ (Shennong Bencao Jing)، الذي تم تجميعه خلال حكم أسرة هان، ولكنه يعود لتاريخ أقدم من ذلك بكثير، وقد شهد المزيد من الإضافات لمحتواه فيما بعد ليصبح ياو شينغ لان (Yaoxing Lun) (بحث في طبيعة الأعشاب الطبية) خلال أسرة تانغ.
- كتاب الرومان بإدراج بلينيوس الأكبر (Pliny the Elder)
- كتابات المعالج بالأعشاب كراتيوس (Krateuas)، الطبيب المعالج لميثراداتس السادس (Mithridates VI) ملك البنطس في الفترة من 120 إلى 63 قبل الميلاد في كتابه بعنوان كتاب الحشائش والأدوية (De Materia Medica).وقد تُرجم كتاب الحشائش والأدوية إلى عدة لغات وأُضيفت الأسماء التركية والعربية والعبرية إليه.
- كتاب القانون في الطب لابن سينا والتي كانت بمثابة دستور أدوية مبكر وقدمت أسلوب التجارب السريرية. تُرجم كتاب القانون؛ حيث تمت ترجمته إلى اللغة اللاتينية وظل مرجعًا طبيًا في أوروبا حتى القرن السابع عشر. هذا بالإضافة إلى أن النظام اليوناني في الطب التقليدي يستند أيضًا إلى كتاب القانون.

## نقل المعارف والإبداع
انتقل الطب الأهلي عمومًا شفهيًا من خلال المجتمع والعائلة والأفراد حتى تم «جمعه». وربما تكون عناصر معارف الطب الأهلي معروفة بشكل منتشر لدى الكثيرين في ثقافة معينة، وربما يقوم بجمعها وتطبيقها هؤلاء الذين يقومون بدور معالج متخصص، مثل الشامان أو القابلة. وتعمل ثلاثة عوامل على إضفاء صفة الشرعية على دور المعالج؛ ألا هي معتقداته الخاصة ونجاح أفعاله ومعتقدات المجتمع. وعندما تصبح ادعاءات الطب الأهلي مرفوضة من قِبل ثقافة معينة، فإنه يظل ثلاثة أنواع من المؤيدين يستخدمونها بشكل عام؛ وهم هؤلاء الذين ولدوا واندمجوا في مجتمعها وأصبحوا مؤمنين دائمين بها، والمؤمنون المؤقتون بها الذين يلجأون إليها في أوقات الأزمات، وهؤلاء الذين يؤمنون بجوانب معينة فيها، وليس كلها.[تحقق من المصدر]
ليس من الضروري أن تندمج عناصر ثقافة معينة في نظام مترابط، وربما تكون متعارضة. في الكاريبي، تنقسم العلاجات الأهلية إلى عدة فئات: أعشاب علاجية أوروبية معينة مشهورة قدمها المستعمرون الأسبان الأوائل والتي ما زالت تُزرع على نطاق واسع؛ والنباتات البرية والمزروعة الأهلية التي تم تبني استخدامها من الهنود الأمريكيين؛ ونباتات الزينة أو غيرها التي قُدمت حديثًا نسبيًا وتم ابتكار استخداماتها العلاجية بدون أي أساس تاريخي.[تحقق من المصدر]
يمكن المطالبة بحقوق الملكية في المعرفة الطبية الأهلية. ويمكن تسمية استخدام هذه المعرفة دون الحصول على موافقة مسبقة قائمة على الاطلاع من هؤلاء الذين يدعون هذه الملكية أو تعويضهم باسم «القرصنة البيولوجية». انظر تسويق المعارف الأهلية، وأيضًا اتفاقية بشأن التنوع البيولوجي (وخصوصًا الفقرة 8J وبروتوكول ناغويا).